# Liste de séries de courts métrages animés américains
Cet article présente une liste non exhaustive de séries de courts métrages animés américains.

## Années 1910
- Cubby Bear (1912–1928)
- Colonel Heeza Liar (1913–1917)

- Krazy Kat (1913-1944)

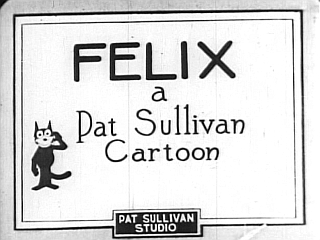

- Vincent Whitman Cartoons (1914-1915)
- Burt Gillett's Toodle Tales (1914–1957)

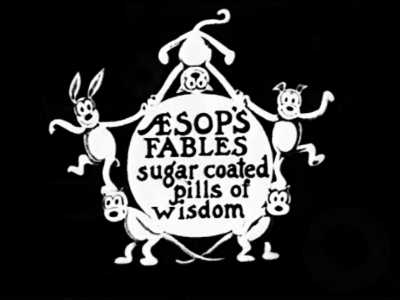

- Bobby Bumps (1915–1925)
- Farmer Al Falfa (1915–1937)
- Jerry on the Job (en) (1916–1922)
- Out of the Inkwell (1918–1927)
- Félix le Chat (1919–1936)

## Années 1920
- The Little King (1920-1939)
- Tony Sarg's Almanac (1921-1923)
- Aesop's Fables (1921-1933)
- Alice Comedies (1923–1927)
- Sound Car-Tunes (1924–1926)
- Screen Songs (1924-1926–1938, 1947–1951)
- Sensory Senes (1925–1963-1994)
- Oswald le lapin chanceux (1927–1943)
- Mickey Mouse (1928–1953)
- Silly Symphonies (1929–1939)
- Talkartoons (1929–1932)
- Looney Tunes (1929–1970)

## Années 1930
- Flip la grenouille (1930–1933)
- Toby the Pup (1930-1931)
- Merrie Melodies (1931-1969)
- Tom and Jerry (Van Beuren) (1931-1933)

- Betty Boop (1932–1939)
- Puppetoon (1932–1959)
- Pooch the Pup (1932–1933)
- ComiColor Cartoons (1933–1936)
- Popeye (1933–1957)
- Willie Whopper (1933–1934)
- Amos & Andy (1934)
- Color Classics (1934–1941)

- Li'l Abner (1934)
- Color Rhapsodies (1934–1949)
- Happy Harmonies (1934–1938)

- Rainbow Parade (1934–1936)
- Puddy the Pup (1935–1942)
- Kiko the Kangaroo (1936–1937)
- Donald Duck (1937–1959)

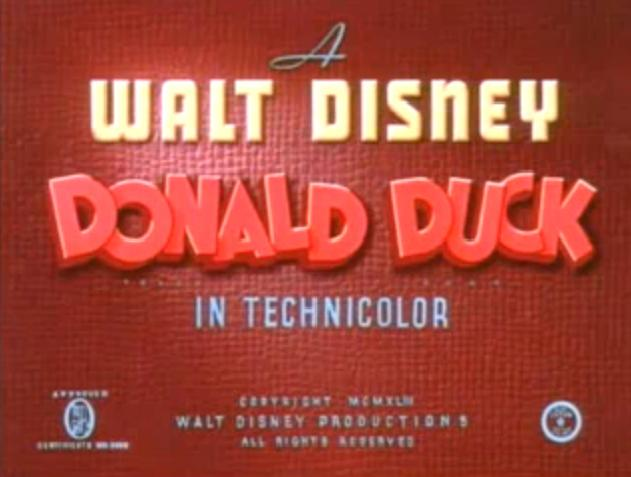

- Le Capitaine et les Enfants (1938–1939)
- Gandy Goose (1938–1955)
- Andy Panda (1939–1949)
- Barney Bear (1939–1944, 1947–1949, 1952–1954)
- Count Screwloose (1939)
- Goofy (1939–1961, 2007)
- Phantasies (1939–1943)
- Dinky Duck (1939–1957)

## Années 1940
- Woody Woodpecker (1940–1972)
- Tom et Jerry (1940–1967)
- Aaron Mitchell Color By Technicolor (1940–1967)
- The Fox and the Crow (1941–1950)
- Mighty Mouse (1942–1943 Super Mouse; 1944–1967)

- Noveltoons (1943–1967)
- Little Lulu (1943–1948)
- Foxed (1943–1960)
- Droopy (1943–1958)
- Screwy Squirrel (1944–1946)
- Flippity and Flop (1945–1947)

- Georges et Junior (1946–1948, 1995)
- Heckle et Jeckle (1946–1966)
- Jolly Frolics (1949–1953)

## Années 1950
- Mr. Magoo (1950–1959)
- Casper the Friendly Ghost (1950–1959)
- Herman and Katnip (1952–1959)
- Chilly Willy (1953–1972)
- Maw and Paw (1953–1955)
- Noveltoon (1953–1984)
- Maggie and Sam (1956–1957)
- Spike and Tyke (1957)
- Tom Terrific (1957)
- Modern Madcaps (1958–1967)
- Yogi l'ours (1958–1962)
- Huckleberry Hound (1958–1962)
- Loopy De Loop (1959–1965)

## Années 1960
- Les Fous du volant (1968-1969)